# Benoît Forgeard
Benoît Forgeard (Dreux, 6 de desembre de 1973) és un director de cinema i actor francès. Va dirigir els llargmetratges Réussir sa vie (2012), Gaz de France (2015) i Yves (2019).

## Biografia
Benoît Forgeard prové d'un art contemporani. Estudiant de l'Escola Superior d'Art i Disseny de Le Havre-Rouen, després a Le Fresnoy, va dissenyar Stève André, una ficció produïda i emesa en directe, després els primers episodis de la sèrie Laïkapark.
La seva primera pel·lícula, Réussir sa vie (2012), està composta per tres curtmetratges, La Course nue, Belle-Île-en-Mer i L’Antivirus. En els tres esquetxos, el personatge principal trenca amb les expectatives dels seus propers i amb les esperances que s'han dipositat en ell. Les tres pel·lícules estan lligades per interludis en què Benoît Forgeard apareix com a director. La pel·lícula es va estrenar a les pantalles franceses el 4 d’abril de 2012. El juiny de 2012, Shellac va llançar una sèrie dels seus curtmetratges en DVD sota el títol Le Mystérieux cinéma de Benoît Forgeard.
Entre 2012 i 2015, va escriure una columna humorística a So Film, on imagina les estrenes cinematogràfiques de l'any 2027. La col·lecció L'année du cinéma 2017 va ser publicada el 2016 per Capricci, amb il·lustracions de Matthieu Chiara, Rachel Deville, Helkarava i Philippe Katerine.
El 31 de gener de 2013 va organitzar amb Bertrand Burgalat una falsa festa de Cap d'Any titulada L'Année bisexuelle al canal de televisió Paris Première amb el pretext que podem celebrar l'any nou en qualsevol moment. Encara amb Bertrand Burgalat, va escriure i després va dirigir tres programes més a Paris Première: Ceux de Port Alpha, al juny de 2013, L'Homme à la Chemise de Cuir, emès el 31 de desembre del mateix any, aleshores L'Incruste, amb motiu del 67è Festival Internacional de Cinema de Canes.
Des de 2016, Dérive des Continents, una sèrie d'animació de Benoit Forgeard s'emet al canal Arte cada divendres al vespre, al final del programa 28 minutes.
Per a la revista web de cinema Blow-Up d'Arte, també és autor d'una sèrie sobre directors com Éric Rohmer, Maurice Pialat, Bertrand Tavernier o Luc Besson.
El seu primer llargmetratge, Gaz de France (2016), explica la història d'assessors de comunicació tancats al soterrani del Palau de l'Elisi per esbrinar com augmentar la popularitat del President de la República. Filmat principalment en escenografies digitals, el storyboard està dissenyat amb programari 3D. La pel·lícula fou seleccionada per l'ACID per la seva programació de 2015.
El seu segon llargmetratge, Yves, explica la història de les lluites d'un raper amb la seva nevera intel·ligent. Emès al final de la Quinzena dels Directors el 2019, es va estrenar el 26 de juny de 2019.

## Vida privada
El 16 d'abril de 2021 va anunciar el naixement de la seva filla al programa 28 minutes a Arte en què participa habitualment.

## Filmografia

### Director

#### Curtmetratges
- 2002 : Stève André, 45 min
- 2007 : Belle-Île-en-Mer, 43 min
- 2009 : Le Grand manteau amb Emmanuel Lautréamont, sota el pseudònim de Michel Moisan, 11 min[16]
- 2009 : L’Antivirus, 30 min
- 2010 : Respect
- 2011 : Coloscopia, 13 min[17]}}

#### Llargmetratges
- 2012 : Réussir sa vie, formada pels esquetxos La Course nue, Belle-Île-en-Mer i L’Antivirus
- 2016 : Gaz de France, amb Olivier Rabourdin, Philippe Katerine, Alka Balbir, Philippe Laudenbach, Benoit Forgeard
- 2019 : Yves, amb William Lebghil, Doria Tillier, Philippe Katerine, Alka Balbir i Antoine Gouy[18]

### Emissions de televisió
- 2013 : L'Année Bisexuelle, primer episodi de Ben & Bertie Show, Plantilla:Heure
- 2013 : Ceux de Port Alpha, segon episodi de Ben & Bertie Show, Plantilla:Heure
- 2013 : L'Homme à la Chemise de Cuir, tercer episodi de Ben & Bertie Show, Plantilla:Heure
- 2014 : L'Incruste, quart episodi de Ben & Bertie Show, Plantilla:Heure
- 2016 : Dérive des continents, sèrie d'episodis emesos a Arte després de 28 minutes.

### Actor
- 2011 : Les Secrets de l'invisible, d'Antonin Peretjatko, cameo
- 2013 : Les Coquillettes de Sophie Letourneur
- 2013 : Agit Pop de Nicolas Pariser
- 2013 : Les Lézards de Vincent Mariette
- 2014 : Le cinéma français se porte bien, documental de Stéphane Arnoux, Aurélia Georges, Jean-Baptiste Germain i Maria Chiara Malta
- 2017 : Le Collectionneur de Thomas Lévy-Lasne
- 2021 : Hot spot de Anaïs Couet-Lannes
- 2023 : Cop de sort de Woody Allen

### Guionista
- 2014 : How Much Rain to Make a Rainbow ?, curtmetratge de Kaori Kinoshita i Alain Della Negra[19]

## Publicacions
- L'Année du cinéma 2017. Les films du futur à ne pas manquer.  Paris: Capricci, 2016, p. 166. ISBN 979-10-239-0127-6.

### DVD
- Le Mystérieux Cinéma de Benoît Forgeard, Shellac, 2012 (Inclut Coloscopia, Respect, L'Antivirus, Belle-île en mer, La course nue, Laïkapark, Steve André et Le Grand Manteau.)